# Tadatoshi Masuda
Tadatoshi Masuda (Prefectura de Shizuoka, Japó, 25 de desembre de 1973) és un exfutbolista japonès.

## Selecció japonesa
Tadatoshi Masuda va disputar 1 partits amb la selecció japonesa.